# Adela janineae
Adela janineae is een vlinder uit de familie van de langsprietmotten (Adelidae). De wetenschappelijke naam van de soort is voor het eerst geldig gepubliceerd door Viette in 1954.
De soort komt voor in tropisch Afrika.